# Новопокровский (Пензенская область)
Новопокровский — посёлок в Башмаковском районе Пензенской области России. Входил в состав Сосновского сельсовета. С 15 мая 2019 года в составе Знаменского сельсовета.

## География
Расположен в 7 км к северу от центра сельсовета села Сосновка, на реке Ушинка.

## Население
| 2010 |
| ---- |
| 3    |

## История
В середине 1950-х посёлок бригада колхоза имени Фрунзе.